# Chlorophytum borivilianum
Chlorophytum borivilianum är en sparrisväxtart som beskrevs av Hermenegild Santapau och R.R.Fern. Chlorophytum borivilianum ingår i släktet ampelliljor, och familjen sparrisväxter. Inga underarter finns listade i Catalogue of Life.

## Bildgalleri

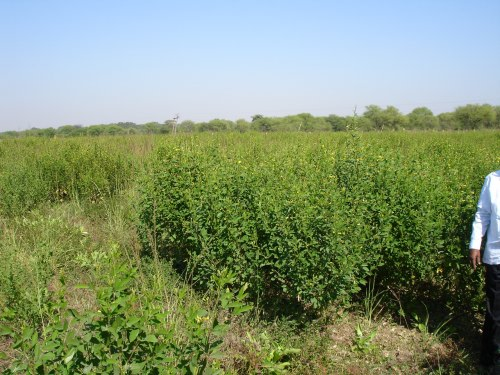
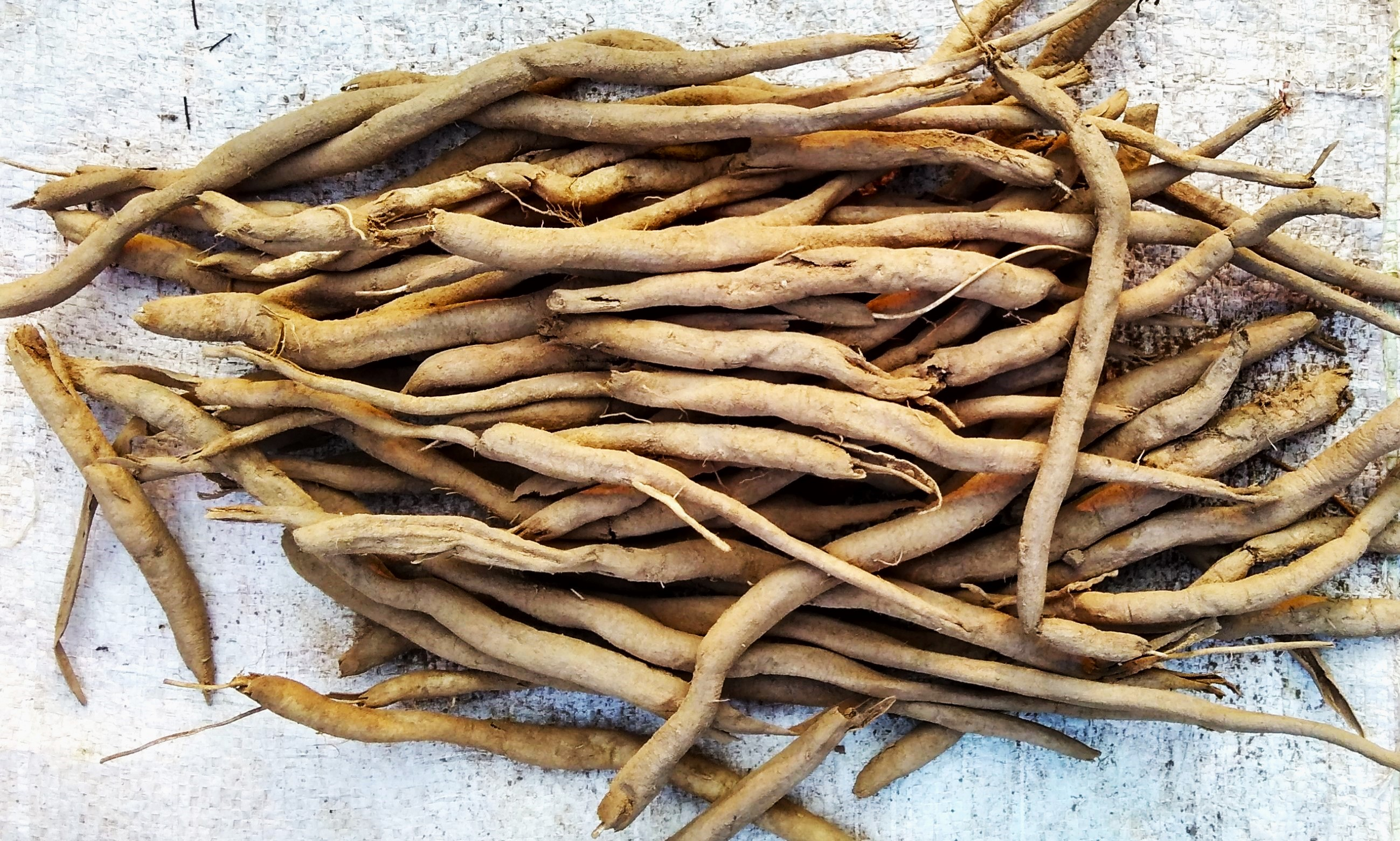